# Магидович, Вадим Иосифович
Вадим Иосифович Магидович (6 августа 1928, Москва — 2 декабря 2010, Москва) — советский и российский историк географии. Кандидат геолого-минералогических наук, доктор географических наук. Сын и соавтор историка географии Иосифа Петровича Магидовича.

## Биография
В 1946 году поступил на Геологический факультет Московского Государственного университета имени М. В. Ломоносова и в 1951 году закончил его.
В МГУ познакомился с Кузнецовой Татьяной, которая вскоре стала его женой. У них родились дети — Сергей и Екатерина.
До 1955 г. работал геологом и старшим геологом в Закарпатской геолого-разведочной экспедиции.
В 1955—1958 гг. учился в аспирантуре Института геологии рудных месторождений, петрографии, минералогии и геохимии АН СССР. В 1962 г. защитил кандидатскую диссертацию «Петрография генезис месторождений полевошпатового сырья».
В 1959—1988 гг. трудился во Всесоюзном научно-исследовательском электрокерамическом институте и в это время предложил для промышленного использования пять новых видов керамического сырья, включая фарфоровые камни, кварцево-серицитовые сланцы и щелочные каолины. По его рекомендации на территории СССР было разведано семь месторождений сырья и решена проблема высококалиевого полевого шпата.
В свободное от учёбы и работы время Вадим Иосифович занимался историко-географической тематикой: написал в соавторстве с отцом «Очерки по истории географических открытий» (1957 г. и 1967 г.); совместно с ним опубликовал монографию «История открытия и исследования Европы» (1970 г.), а после его смерти — пятитомник «Очерки по истории географических открытий» (1982—1986 гг.), значительно (до 50 %) расширив многие разделы, и написал ряд новых.

После выхода на пенсию (1988 г.) Вадим Иосифович сотрудничал в различных издательствах — Большой Советской энциклопедии, Большой Российской энциклопедии, Росмэн-Пресс, Педагогика-Пресс, Большой энциклопедии Кирилла и Мефодия, а также Полярной энциклопедии школьника «Арктика — мой дом» (том «История освоения Севера в биографиях знаменитых людей»). В 2003 г. он защитил докторскую диссертацию, на основе которой подготовил к печати «Конспект истории географического познания Земли: ряд теоретических вопросов и пятитысячелетняя практика».
Умер у себя дома в Москве в декабре 2010 года от внезапной остановки сердца.

### Книги
- Магидович И. П., Магидович В. И. История открытия и исследования Европы. — М.: Мысль, 1970. — 456 с. — (Открытие Земли). — 15 000 экз.
- Магидович И. П., Магидович В. И. Очерки по истории географических открытий. В 5 томах. — Издание третье, переработанное и дополненное. — М.: Просвещение, 1982—1986. — 200 000 экз.

В 2003—2004 годах Центрполиграф издал первый и второй, разделенный на 2 части, том «Очерков…» в 3 книгах. Остальные тома не были напечатаны в связи «с малым интересом покупателей». В 2009 издательство Астрель(Аванта+) переиздало первый и половину второго тома, однако также отказалось от дальнейшей печати.
- Магидович В. И., Магидович И. П. Открытия древних народов. — М.: Центрполиграф, 2003. — 447 с. — (Очерки по истории географических открытий). — 6000 экз. — ISBN 5-9524-0223-2.
- Магидович В. И., Магидович И. П. Эпоха великих открытий. — М.: Центрполиграф, 2003. — 639 с. — (Очерки по истории географических открытий). — 6000 экз. — ISBN 5-9524-0224-0.
- Магидович В. И., Магидович И. П. Географические открытия и исследования XVII—XVIII веков. — М.: Центрполиграф, 2004. — 495 с. — (Очерки по истории географических открытий). — 5000 экз. — ISBN 5-9524-0812-5.
- Магидович В. И., Магидович И. П. Открытия древних и средневековых народов. — Мир энциклопедий Аванта+. — М.: Астрель, 2009. — 462 с. — (Библиотека Аванты+). — 4000 экз. — ISBN 978-5-98986-234-4, 978-5-271-22274-0.
- Магидович В. И., Магидович И. П. Эпоха великих открытий до середины XVI века. — Мир энциклопедий Аванта+. — М.: Астрель, 2009. — 462 с. — (Библиотека Аванты+). — 3000 экз. — ISBN 978-5-98986-321-1, 978-5-271-25111-5.
- Арктика - мой дом : Полярная Энциклопедия школьника : История освоения Севера в биографиях знаменитых людей / В.И. Магидович. — М.: Северные просторы, 2001. — 285 с. — ISBN 5-87098-027-7.
- В.И. Магидович. Краткий очерк истории географического познания Земли : ряд теоретических вопросов и пятитысячелетняя практика / В.А. Широкова. — М.: ИИЕТ РАН, 2009. — 238 с. — 200 экз. — ISBN 978-5-98866-025-5.
- В. И. Магидович, Н. Н. Малофеева, Е. Н. Широнина. Географические открытия / Т. В. Григорьева. — М.: Росмэн, 2009. — 95 с. — (Детская энциклопедия РОСМЭН). — 5000 экз. — ISBN 978-5-353-04003-3.